# Partito Democratico Progressista (Paraguay)
Il Partito Democratico Progressista  (in lingua spagnola: Partido Democrático Progresista) è un partito politico paraguaiano fondato nel 2007.

## Risultati elettorali
| Elezione | Elezione | Voti    | %    | Seggi  |
| -------- | -------- | ------- | ---- | ------ |
| 2008     | Camera   | 29 980  | 1,70 | 1 / 80 |
| 2008     | Senato   | 38 402  | 2,17 | 1 / 45 |
| 2013     | Camera   | 30 579  | 1,36 | 0 / 80 |
| 2013     | Senato   | 144 691 | 6,44 | 3 / 45 |
| 2018     | Camera   | 27 932  | 1,18 | 0 / 80 |
| 2018     | Senato   | 86 216  | 3,36 | 2 / 45 |